# Anthurium navasii
Anthurium navasii är en kallaväxtart som beskrevs av Luis Aloysius, Luigi Sodiro. Anthurium navasii ingår i släktet Anthurium och familjen kallaväxter. Inga underarter finns listade.